# グスターヴォ三世
『グスターヴォ三世』（ぐすたーゔぉさんせい、Gustavo III）は、ジュゼッペ・ヴェルディが1857年ナポリでの上演を予定して作曲、ほぼ完成していたが、当局の検閲により許可されず、上演されなかった全3幕からなるオペラである。
『グスターヴォ三世』の舞台をスウェーデンからボストンに変更して、いくつかのアリアを新たに作曲するなど手を加え、1859年にローマで上演されたものが、よく知られる『仮面舞踏会』。タイトルの当初の案は『仮面の復讐』（Una Vendetta in Domino）　ヴェルディ没後 200 周年を機に、ナポリで発見されたヴェルディの草稿を元に、音楽学者のフィリップ・ゴセットやイラリア・ナリチが再構築して、2002年スウェーデンのヨーテボリ歌劇場で初演された。ゴセットの見解では、75%が『仮面舞踏会』と同一とされている。

## 作品のデータ
- 原語曲名：Gustavo III
- 原作：ウジェーヌ・スクリーブの戯曲「グスタフ3世 または 仮面舞踏会」
- 台本：アントニオ・ソンマ（英語版）
- 初演：2002年10月11日、ヨーテボリ歌劇場
- 日本初演：2023年11月15日　東京・日本橋劇場　日本橋オペラ[3]

## 史実との比較
歌劇『グスターヴォ三世』は、1792年スウェーデン国王グスタフ3世が仮面舞踏会で狙撃され13日後に死亡した史実に基づいている。狙撃犯のヤコブ・ヨハン・アンカーストレム、暗殺団のアドルフ・リッビング、フレドリック・ホルン、加えて占い師のウルリカ・アルヴィドソンも実在した人物。 一方、オペラで国王グスターヴォとの恋愛関係にあるアメーリアや、小姓のオスカルはオペラを成立させるための創作。 

## 登場人物
| 人物名           | 声域         | 原語名      | 役                   | 2002年初演時のキャスト 指揮者：マウリツィオ・バルバチーニ | 2023年日本初演時のキャスト 指揮者：佐々木修 |
| ---------------- | ------------ | ----------- | -------------------- | --------------------------------------------------------- | ------------------------------------------- |
| グスターヴォ     | テノール     | Gustavo III | スウェーデン国王     | トーマス・リント                                          | 村上敏明                                    |
| アメーリア       | ソプラノ     | Amelia      | アンカーストレムの妻 | ヒッレヴィ・マルティンペルト                              | 福田祥子（演出を兼任）                      |
| アンカーストレム | バリトン     | Ankarström  | 伯爵/暗殺主犯        | クリスター・S・ヒル                                       | 寺田功治                                    |
| ウルリカ         | メゾソプラノ | Ulrica      | 占い師               | スザンネ・レスマーク                                      | 森山京子                                    |
| オスカル         | ソプラノ     | Oscar       | 国王の小姓           | カロリーナ・サンドグレン                                  | 森 朋子                                     |
| リッビング       | バス         | Ribbing     | 伯爵/暗殺団          | オーケ・ツェッタストレム                                  | 川ノ上 聡                                   |
| ホルン           | バス         | Dehorn      | 伯爵/暗殺団          | マッツ・アルムグレン                                      | 星田裕治                                    |
| クリスティアーノ | バリトン     | Cristiano   | 兵士                 | ジョナス・ラントストレム                                  | 野村光洋                                    |

## ナポリ警察当局の検閲による命令（1857年11 月）
ヴェルディが提出した『仮面の復讐〜グスターヴォ3世』の構成に対して、当局は以下の命令を下した。
1. 犠牲者が国王あるいは公爵では不可
2. 呪術が信じられていた時代までさかのぼらせる
3. 場所をスウェーデンおよびノルウェーにするのは不可
4. 主人公の愛は高貴に、控えめに描く
5. 殺害の理由は相続あるいは財産上のことに
6. 舞踏会は時代の習俗に一致させる
7. 銃器の使用は不可

## ナポリ警察当局の検閲による命令（1858年1 月）
1. 犠牲者は君主でも元首でもない人物に
2. ヒロインは殺害者の妻ではなく姉妹に
3. 時代は占いが信じられていた当時に
4. 舞踏は省略
5. 殺害場面は観客に見えないように
6. 籤引きシーンはカット

これに対してヴェルディは、妥協は不可能だとしてナポリでの上演を断念した。

## 『仮面舞踏会』初演にあたっての変更（1859 年）
ヴェルディはローマ当局と交渉、以下の設定に変更された。
1. 舞台は17世紀の北米（ボストン）
2. 犠牲者はボストン提督（リッカルド）
3. ヒロイン（アメーリア）は殺害者（レナート）の妻
4. リッカルドとアメーリアの逢引シーンあり
5. 殺害場面は舞踏会でナイフによって

## 舞台をスウェーデンに戻す試み
舞台をボストンからコペンハーゲンに戻し、登場人物も史実に戻す試みは1935年以来各地で行われている。1952 年『ストックホルム版』、1952 年『デント版』、1958 年『リンデグレン版』などが知られている。2021年イタリア・パルマ王立歌劇場で上演された『グスターヴォ3世』の「世界初映像化」とされるビデオ（DYNAMIC　ASIN:B0B8TFQDSB)がリリースされているが、いずれも内容は『仮面舞踏会』と同一の音楽で、舞台と人物を史実に戻しただけである。

## 『グスターヴォ三世』の仮説的再構築
2002年初演の『グスターヴォ三世』（ヨーテボリ歌劇場）では、ナポリで発見された『仮面の復讐』の草稿に基づき再構成された。
1. タイトルは原作の『ギュスターヴォ3世又は仮面舞踏会』と、ヴェルディが当初考えていた『仮面の復讐』から、イタリア名の『グスターヴォ三世』（Gustavo lll）とされた
2. 主人公はグスタフ3世（史実）
3. 1792年3月16日スウェーデンのストックホルムのオペラ座に於ける、仮面舞踏会での暗殺事件を再現（史実）
4. 殺害者のアンカストレーム、暗殺団のリッビング、ホルンは実在の人物
5. アンカストレームの妻アメーリア、オスカルは創作上の人物
6. 殺害場面は舞踏会でナイフによって（史実ではピストル）

## 『グスターヴォ三世』から『仮面舞踏会』への主な音楽面の変更箇所
1. 冒頭の合唱のメロディーが「グスタヴォ」ではスウェーデン民謡を彷彿とさせる一方、「仮面」では、ボストンに初めて入植した清教徒の出身地のイギリス民謡の進行に書き換えられ、拡大されている。
2. オペラ全曲に渡り、テキストのイントネーションに、より近づけるための変更（音価の高低・長短）がみられる。
3. 第1幕のオスカルのアリアは「仮面」では、半音下げられている。
4. アメーリアの2つのアリアの前奏が、「仮面」では大幅に書き換えられている。
5. 第3幕のアンカーストレムのアリアが全く別のアリアに書き換えられている。
6. オペラ全曲に渡り「仮面」では、それぞれの部分の接続（転調など）が、より自然な形に書き換えられている。[3]

## 出版
イラリア・ナリチの批判校正版『仮面舞踏会』に基づく、フィリプ・ゴセットとイラリア・ナリチによる仮説的再構成版の楽譜がリコルディから出版されている。